# Liste von Päpsten, die auf das Amt verzichtet haben
Die Päpste der römisch-katholischen Kirche werden auf Lebenszeit gewählt und können nicht abgewählt werden, aber auf das Amt des Papstes verzichten.
Bisher haben folgende Päpste und Gegenpäpste freiwillig oder gezwungenermaßen ihren Amtsverzicht erklärt. Die Einträge sind nach Datum des Verzichtes auf das Papstamt geordnet.
| Name                          | Amtszeit                          | Umstände des Amtsverzichts, Anmerkungen | Nachfolger                   |
| ----------------------------- | --------------------------------- | --- | ---------------------------- |
| Bischof von Rom Pontianus     | 230 – 28. September 235           | Amtsverzicht während seiner Inhaftierung durch den römischen Kaiser Maximinus Thrax auf Sardinien. | Bischof von Rom Anterus      |
| Gegenbischof von Rom Eulalius | 418 – 422                         | War Gegenbischof zu Bonifatius I. und musste am 29. April 419 nach Antium flüchten. Nach dem Tod von Bonifatius I. verzichtete er 422 auf das Amt des Bischofs von Rom. | Bischof von Rom Coelestin I. |
| Bischof von Rom Silverius     | Juni 536 – 11. November 537       | Verzichtete nach seiner Verbannung durch den byzantinischen General Belisar kurz vor seinem Tod auf Ponza oder Palmarola auf das Bischofsamt. | Bischof von Rom Vigilius     |
| Papst Benedikt IX.            | Oktober 1032 – 1. Mai 1045        | Erklärte in Rom seinen Amtsverzicht zugunsten des von ihm selbst ausgewählten Nachfolgers. Für kurze Zeit bekleidete er 1047/1048 nochmals das Papstamt und ist der einzige Amtsinhaber, der mehr als einmal als Papst amtierte. | Papst Gregor VI.             |
| Gegenpapst Silvester IV.      | 1105 – 12. oder 13. April 1111    | Von römischen Papstgegnern erhobener Gegenpapst ohne überregionale Gefolgschaft, erklärte nach Unruhen in Rom in aussichtsloser Lage seinen Amtsverzicht zugunsten des regierenden Papstes. | Papst Paschalis II.          |
| Gegenpapst Viktor IV.         | 29. Januar 1138 – 29. Mai 1138    | Als Nachfolger Anaklets II. gewählt, verzichtete zugunsten des konkurrierenden Papstes, nachdem sich Bernhard von Clairvaux auf dessen Seite gestellt hatte. | Papst Innozenz II.           |
| Gegenpapst Calixt III.        | 1168 – 29. August 1178            | Nachfolger des kaiserlichen Papstes Paschalis III., verzichtete nach Aussöhnung zwischen Kaiser Friedrich Barbarossa und dem regierenden Papst auf das Amt. | Papst Alexander III.         |
| Papst Coelestin V.            | 5. Juli 1294 – 13. Dezember 1294  | Wohl freiwilliger Amtsverzicht begründet mit Krankheit, Unwissenheit und der Absicht, wieder als Einsiedler zu leben. Der Rückzug erfolgte aus persönlichen Gründen, aber wohl auch unter dem Einfluss seines mächtigen Kanzlers und Nachfolgers; Coelestin stand anschließend bis zu seinem Tod unter Hausarrest. 1313 heiliggesprochen.                                                                        | Papst Bonifatius VIII.       |
| Gegenpapst Nikolaus V.        | 12. Mai 1328 – 25. August 1330    | Auf Drängen Kaiser Ludwigs des Bayern erhobener franziskanischer Gegenpapst in Rom, verzichtete zugunsten des legitimen avignonesischen Papstes, nachdem ihm die Schonung seines Lebens und eine Pension zugesichert worden waren. Blieb anschließend bis zu seinem Tod unter Hausarrest in Avignon. | Papst Johannes XXII.         |
| Gegenpapst Johannes XXIII.    | 24. Mai 1410 – 31. Mai 1415       | Nachfolger des Bologneser Papstes Alexander V. Besuchte als einziger regierender Papst selbst das Konzil von Konstanz. Nach anfänglicher Flucht akzeptierte er in der Haft im Heidelberger Schloss die Absetzung durch das Konzil, um das Große Abendländische Schisma zu beenden. Kam nach vierjähriger Gefangenschaft frei, unterwarf sich dem Papst und wurde begnadigt.                                      | Papst Martin V.              |
| Papst Gregor XII.             | 30. November 1406 – 4. Juli 1415  | Papst der römischen Obödienz. Erklärte in Rom seinen Amtsverzicht, um das Große Abendländische Schisma zu beenden, ohne die Absetzung durch das Konzil von Konstanz formal anzunehmen. Der dritte regierende Papst, Benedikt XIII. von der avignonesischen Obödienz, weigerte sich, auf das Amt zu verzichten. Das Konzil setzte ihn am 26. Juli 1417 ab, er regierte dennoch bis zu seinem Tod 1423 in Spanien. | Papst Martin V.              |
| Gegenpapst Clemens VIII.      | 10. Juni 1423 – 26. Juli 1429     | Nachfolger des avignonesischen Papstes Benedikt XIII. Verzichtete zugunsten des vom Konstanzer Konzil erhobenen Papstes Martin V., nachdem dieser zur Sicherstellung der apostolischen Sukzession nochmals gewählt worden war. Danach von Martin V. zum Bischof von Mallorca ernannt. | Papst Martin V.              |
| Gegenpapst Felix V.           | 5. November 1439 – 7. April 1449  | Vom Konzil von Basel eingesetzter Gegenpapst. Wegen geringer Anerkennung erklärte er in der Schweiz seinen Amtsverzicht zugunsten des legitimen römischen Papstes, der ihn mit Privilegien entschädigte. | Papst Nikolaus V.            |
| Papst Benedikt XVI.           | 19. April 2005 – 28. Februar 2013 | Erklärte am 11. Februar 2013 in der Vatikanstadt den freiwilligen Rücktritt aus Altersgründen. Lebte bis zu seinem Tod im Jahr 2022 in Rom im Ruhestand als erster emeritierter Papst der neueren Geschichte. | Papst Franziskus             |